# Бівер Тауншип (округ Колумбія, Пенсільванія)
Бівер Тауншип (англ. Beaver Township) — селище (англ. township) в США, в окрузі Колумбія штату Пенсільванія. Населення — 876 осіб (2020).

## Демографія
Згідно з переписом 2010 року, у селищі мешкало 917 осіб у 357 домогосподарствах у складі 263 родин. Було 436 помешкань
Расовий склад населення:
| - 97,7 % — білих - 0,9 % — корінних американців - 0,7 % — азіатів |

До двох чи більше рас належало 0,2 %. Частка іспаномовних становила 1,5 % від усіх жителів.
За віковим діапазоном населення розподілялося таким чином: 20,6 % — особи молодші 18 років, 64,8 % — особи у віці 18—64 років, 14,6 % — особи у віці 65 років та старші. Медіана віку мешканця становила 44,8 року. На 100 осіб жіночої статі у селищі припадало 103,3 чоловіків;  на 100 жінок у віці від 18 років та старших — 102,8 чоловіків також старших 18 років.
Середній дохід на одне домашнє господарство  становив 68 011 долар США (медіана — 57 885), а середній дохід на одну сім'ю — 77 431 долар (медіана — 70 357). Медіана доходів становила 44 113 долари для чоловіків та 37 083 долари для жінок. За межею бідності перебувало 7,0 % осіб, у тому числі 10,1 % дітей у віці до 18 років та 6,9 % осіб у віці 65 років та старших.
Цивільне працевлаштоване населення становило 441 особа. Основні галузі зайнятості: виробництво — 23,1 %, освіта, охорона здоров'я та соціальна допомога — 18,1 %, роздрібна торгівля — 14,7 %.